# Champions de France de natation en bassin de 50 m du 1 500 m nage libre
Cet article contient une liste des champions de France de natation en bassin de 50 m du 1 500 m nage libre ainsi que diverses informations associées.

## Liste
| Championnat | Lieu                                            | Athlète                         | Naissance | Âge   | Club                                  | Temps                         |
| ----------- | ----------------------------------------------- | ------------------------------- | --------- | ----- | ------------------------------------- | ----------------------------- |
| 1909        |                                                 | Paul Vasseur                    |           |       | SCUF                                  | 28 min 11 s 6                 |
| 1910        |                                                 | Gérard Rigal                    |           |       | Libellule de Paris                    | 28 min 33 s 0                 |
| 1911        |                                                 | André Caby                      |           |       | Pupilles de Neptune de Lille          | 26 min 32 s 2                 |
| 1912        |                                                 | André Caby                      |           |       | Pupilles de Neptune de Lille          | 26 min 31 s 6                 |
| 1913        |                                                 | Bonelli                         |           |       | H Monaco                              | 26 min 39 s 0                 |
| 1914        |                                                 | non disputé                     |           |       |                                       |                               |
| 1915        | Paris Les bains Deligny                         | non disputé                     |           |       |                                       |                               |
| 1916        | Paris Les bains Deligny                         | non disputé                     |           |       |                                       |                               |
| 1917        | Paris Les bains Deligny                         | non disputé                     |           |       |                                       |                               |
| 1918        | Paris Les bains Deligny                         | non disputé                     |           |       |                                       |                               |
| 1919        | Lille Bassin Vauban                             | Paul Vasseur                    |           |       | CN Nice                               | 27 min 58 s 4                 |
| 1920        | Paris LaVillette, Bassin Niclausse              | Paul Vasseur                    |           |       | CN Nice                               | 27 min 27 s 6                 |
| 1921        | Strasbourg                                      | Henri Duvanel                   |           |       | Libellule de Paris                    | 25 min 48 s 0 RF              |
| 1922        | Tourcoing                                       | non disputé                     |           |       |                                       |                               |
| 1923        | Arras                                           | Jean Rebeyrol                   |           |       | ASPTT Bordeaux                        | 24 min 55 s 2 RF              |
| 1924        |                                                 | non disputé                     |           |       |                                       |                               |
| 1925        | Paris Les tourelles                             | Jean Rebeyrol                   |           |       | ASPTT Bordeaux                        | 23 min 57 s 8                 |
| 1926        | Paris Les tourelles                             | Jean Rebeyrol                   |           |       | ASPTT Bordeaux                        | 23 min 44 s 0                 |
| 1927        | Paris Les tourelles                             | Jean Taris                      | 1909      | 18    | SCUF                                  | 23 min 20 s 4                 |
| 1928        | Paris Les tourelles                             | Jean Taris                      | 1909      | 19    | SCUF                                  | 22 min 47 s 2 RF              |
| 1929        | Paris Les tourelles                             | Jean Taris                      | 1909      | 20    | SCUF                                  | 21 min 37 s 4                 |
| 1930        | Paris Les tourelles                             | Jean Taris                      | 1909      | 21    | SCUF                                  | 21 min 06 s 0                 |
| 1931        | Paris Les tourelles                             | Gaby Roig                       |           |       | RU Alger                              | 22 min 03 s 4                 |
| 1932        | Marseille Chevalier Roze Sport (25 m)           | non disputé                     |           |       |                                       |                               |
| 1933        | Paris Les tourelles                             | Jean Taris                      | 1909      | 24    | Club des Nageurs de Paris             | 22 min 13 s 0                 |
| 1934        | Paris Les tourelles                             | Jean Taris                      | 1909      | 25    | Club des Nageurs de Paris             | 20 min 35 s 4                 |
| 1935        | Bordeaux                                        | René Cavalero                   |           |       | CRS Marseille                         | 22 min 16 s 6                 |
| 1936        | Paris Les tourelles                             | non disputé                     |           |       |                                       |                               |
| 1937        | Paris Les tourelles                             | Christian Talli                 |           |       | Dauphins TOEC                         | 20 min 57 s 4                 |
| 1938        | Paris Les tourelles                             | Alfred Desbonnet                |           |       | Dauphins TOEC                         | 21 min 12 s 4                 |
| 1939        | Paris Les tourelles                             | Alfred Desbonnet                |           |       | Dauphins TOEC                         | 20 min 46 s 0                 |
| 1940        |                                                 | non disputé                     |           |       |                                       |                               |
| 1941        | Toulouse                                        | Lucien Zins                     |           |       | CN Troyes                             | 21 min 27 s 0                 |
| 1942        | Villeurbanne                                    | Claude Muller                   |           |       | Reims CM                              | 21 min 14 s 0                 |
| 1943        | Toulouse Paris Les tourelles                    | Roger Le Morvan                 |           |       | Club des nageurs de Paris             | 22 min 31 s 9                 |
| 1944        | Paris Les tourelles Tourcoing Toulouse Bordeaux | Roger Le Morvan                 |           |       | Club des nageurs de Paris             | 22 min 23 s 6                 |
| 1945        | Paris Les tourelles                             | Roger Le Morvan                 |           |       | Club des nageurs de Paris             | 21 min 39 s 8                 |
| 1946        | Paris Les tourelles                             | Jehan Vallerey                  |           |       | Dauphins du TOEC                      | 20 min 53 s 8                 |
| 1947        | Paris Les tourelles                             | Georges Vallerey                |           |       | Dauphins du TOEC                      | 20 min 47 s 0                 |
| 1948        | Paris Les tourelles                             | René Cornu                      |           |       | Club des nageurs de Paris             | 20 min 34 s 5                 |
| 1949        | Paris Les tourelles                             | Jo Bernardo                     |           |       | RU Alger                              | 20 min 13 s 5                 |
| 1950        | Paris Les tourelles                             | Jean Boiteux                    |           |       | Dauphins du TOEC                      | 20 min 03 s 2                 |
| 1951        | Bordeaux                                        | Jean Boiteux                    |           |       | Dauphins du TOEC                      | 19 min 47 s 0                 |
| 1952        | Paris Les tourelles                             | Jo Bernardo                     |           |       | Dauphins du TOEC                      | 19 min 42 s 2                 |
| 1953        | Dijon                                           | Jo Bernardo                     |           |       | Racing Club de France                 | 19 min 16 s 8                 |
| 1954        | Paris Les tourelles                             | Jo Bernardo                     |           |       | Racing Club de France                 | 19 min 28 s 1                 |
| 1955        | Bellerive-sur-Allier                            | Guy Montserret                  |           |       | UNI Constantine                       | 19 min 05 s 6                 |
| 1956        | Paris Georges Vallerey                          | Jean Boiteux                    |           |       | JUS Oran                              | 18 min 25 s 2 RE              |
| 1957        | Paris Georges Vallerey                          | Guy Montserret                  |           |       | UNI Constantine                       | 18 min 36 s 2                 |
| 1958        | Paris Georges Vallerey                          | Jean Boiteux                    |           |       | Girondins de Bordeaux                 | 19 min 10 s 7                 |
| 1959        | Alger                                           | Guy Montserret                  |           |       | Bridja S Alger                        | 18 min 33 s 2                 |
| 1960        | Paris Georges Vallerey                          | Jean-Pascal Curtillet           |           |       | Bridja S Alger                        | 19 min 44 s 6                 |
| 1961 hiver  | Paris Piscine de Pontoise (33,33m)              | non disputé                     |           |       |                                       |                               |
| 1961 été    | Paris Georges Vallerey                          | Guy Montserret                  |           |       | Bridja S Alger                        | 18 min 58 s 4                 |
| 1962 hiver  | Nancy                                           | non disputé                     |           |       |                                       |                               |
| 1962 été    | Paris Georges Vallerey                          | George Bayon                    |           |       | Cercle des nageurs de Marseille       | 18 min 56 s 1                 |
| 1963 hiver  | Marseille Piscine Vallier (25 m)                | Marcel Louvet                   | 1939      |       | Stade français                        | 18 min 21 s 9                 |
| 1963 été    | Paris Georges Vallerey                          | George Bayon                    |           |       | Cercle des nageurs de Marseille       | 18 min 31 s 6                 |
| 1964 hiver  | Marseille Piscine Vallier (25 m)                | Marcel Louvet                   | 1939      |       | Stade français                        | 17 min 57 s 8                 |
| 1964 été    | Paris Georges Vallerey                          | Francis Luyce                   |           |       | Dunkerque Natation                    | 18 min 13 s 0                 |
| 1965 hiver  | Marseille Piscine Vallier (25 m)                | Francis Luyce                   |           |       | Dunkerque Natation                    | 18 min 03 s 4                 |
| 1965 été    | Paris Georges Vallerey                          | Francis Luyce                   |           |       | Dunkerque Natation                    | 17 min 48 s 1                 |
| 1966 hiver  | Le Mans (25 m)                                  | Alain Mosconi                   |           |       | Cercle des nageurs de Marseille       | 17 min 16 s 3                 |
| 1966 été    | Paris Georges Vallerey                          | Alain Mosconi                   |           |       | Cercle des nageurs de Marseille       | 17 min 45 s 7                 |
| 1967 hiver  | Caen (25 m)                                     | Alain Mosconi                   |           |       | Cercle des nageurs de Marseille       | 16 min 48 s 8                 |
| 1967 été    | Paris Georges Vallerey                          | Alain Mosconi                   |           |       | Cercle des nageurs de Marseille       | 17 min 22 s 9                 |
| 1968 hiver  | Montreuil                                       | Alain Mosconi                   |           |       | Cercle des nageurs de Marseille       | 17 min 18 s 4                 |
| 1968 été    | Paris Georges Vallerey                          | Francis Luyce                   |           |       | Dunkerque Natation                    | 17 min 23 s 0                 |
| 1969 hiver  | Toulouse                                        | Francis Luyce                   |           |       | Dunkerque Natation                    | 17 min 15 s 3                 |
| 1969 été    | Paris Georges Vallerey                          | Jean-François Ravelinghien      |           |       | Stade français                        | 17 min 27 s 7                 |
| 1970 hiver  | Aix-en-Provence                                 | Gérard Letast                   |           |       | SA Verdun                             | 17 min 21 s 6                 |
| 1970 été    | Paris Georges Vallerey                          | Jean-François Ravelinghien      |           |       | Stade français                        | 17 min 25 s 3                 |
| 1971 hiver  | Montreuil                                       | Gérard Letast                   |           |       | SA Verdun                             | 17 min 18 s 9                 |
| 1971 été    | Paris Georges Vallerey                          | Patrice Ravelinghien            |           |       | Stade français                        | 17 min 32 s 8                 |
| 1972 hiver  | Rouen (25 m)                                    | Patrice Ravelinghien            |           |       | Stade français                        | 16 min 47 s 8                 |
| 1972 été    | Vittel                                          | Patrice Ravelinghien            |           |       | Stade français                        | 17 min 28 s 1                 |
| 1973 hiver  | Paris Georges Hermant                           | Marc Lazzaro                    |           |       | Cercle des nageurs de Marseille       | 17 min 12 s 53                |
| 1973 été    | Vittel                                          | Thierry Lalot                   |           |       | Châtellerault                         | 16 min 43 s 15 RF             |
| 1974 hiver  | Bordeaux                                        | Thierry Lalot                   |           |       | FFN Melun                             | 16 min 28 s 90                |
| 1974 été    | Paris Georges Vallerey                          | Marc Lazzaro                    |           |       | Cercle des nageurs de Marseille       | 16 min 36 s 25                |
| 1975 hiver  | Troyes                                          | Marc Lazzaro                    |           |       | Cercle des nageurs de Marseille       | 16 min 29 s 37                |
| 1975 été    | Paris Georges Vallerey                          | Pierre Andraca                  |           |       | Cercle des nageurs d'Antibes          | 16 min 34 s 63                |
| 1976 hiver  | Tarbes                                          | Pierre Andraca                  |           |       | Cercle des nageurs d'Antibes          | 16 min 16 s 91 RF             |
| 1976 été    | Paris Georges Vallerey                          | Pierre Andraca                  |           |       | Cercle des nageurs d'Antibes          | 16 min 21 s 89                |
| 1977 hiver  | Rennes                                          | Pierre Andraca                  |           |       | Cercle des nageurs d'Antibes          | 16 min 10 s 60 RF             |
| 1977 été    | Paris Georges Vallerey                          | Thierry Fréchou                 |           |       | CN Nice                               | 16 min 04 s 49                |
| 1978 hiver  | Lille                                           | Pierre Andraca                  |           |       | Cercle des nageurs d'Antibes          | 16 min 11 s 68                |
| 1978 été    | Laval                                           | Pierre Andraca                  |           |       | Cercle des nageurs d'Antibes          | 16 min 12 s 57                |
| 1979 hiver  | Nanterre                                        | Jean-Gilles Porte               |           |       | ES Massy                              | 16 min 01 s 52                |
| 1979 été    | Mulhouse                                        | Jean-Gilles Porte               |           |       | ES Massy                              | 15 min 57 s 41 RF             |
| 1980 hiver  | Bordeaux                                        | Pierre Andraca                  |           |       | Racing Club de France                 | 16 min 00 s 56                |
| 1980 été    | Brive-la-Gaillarde                              | Thierry Boulonnois              |           |       | ASC Saint-Germain-des-Fossés          | 15 min 57 s 70                |
| 1981 hiver  | La Rochelle                                     | Pierre Andraca                  |           |       | Racing Club de France                 | 15 min 58 s 28                |
| 1981 été    | Dunkerque                                       | Franck Iacono                   |           |       | CN Fontainebleau                      | 15 min 43 s 27 RF             |
| 1982 hiver  | Toulouse                                        | Franck Iacono                   |           |       | Racing Club de France                 | 16 min 07 s 83                |
| 1982 été    | Megève                                          | Thierry Boulonnois              |           |       | ASC Saint-Germain-des-Fossés          | 16 min 12 s 69                |
| 1983 hiver  | Tours                                           | Gilles Verlaguet                |           |       | Olympic Nouméa                        | 15 min 55 s 44                |
| 1983 été    | Bordeaux                                        | Franck Iacono                   |           |       | Racing Club de France                 | 15 min 30 s 01 RF             |
| 1984 hiver  | Strasbourg                                      | Gilles Verlaguet                |           |       | Olympic Nouméa                        | 15 min 51 s 72                |
| 1984 été    | Paris Georges Vallerey                          | Franck Iacono                   |           |       | Racing Club de France                 | 15 min 49 s 07                |
| 1985 hiver  | Aix-en-Provence                                 | Gilles Verlaguet                |           |       | Olympic Nouméa                        | 15 min 43 s 11                |
| 1985 été    | Dunkerque                                       | Bruno Diederichs                |           |       | SO Rosny                              | 15 min 52 s 27                |
| 1986 hiver  | Rennes                                          | Bruno Diederichs                |           |       | SO Rosny                              | 15 min 42 s 28                |
| 1986 été    | Millau                                          | Franck Iacono                   |           |       | Racing Club de France                 | 15 min 38 s 09                |
| 1987 hiver  | Mulhouse                                        | Franck Iacono                   |           |       | Racing Club de France                 | 15 min 36 s 34                |
| 1987 été    | Strasbourg                                      | Yann Cardineau                  |           |       | Natation 66                           | 15 min 34 s 70                |
| 1988 hiver  | Vittel                                          | Christophe Marchand             |           |       | Villeparisis Natation                 | 15 min 33 s 84                |
| 1988 été    | Dunkerque                                       | Franck Iacono                   |           |       | Racing Club de France                 | 15 min 21 s 45 RF             |
| 1989 hiver  | Forbach                                         | Christophe Marchand             |           |       | Villeparisis Natation                 | 15 min 32 s 58                |
| 1989 été    | Paris Georges Vallerey                          | Christophe Marchand             |           |       | Villeparisis Natation                 | 15 min 39 s 67                |
| 1990 hiver  | La Rochelle                                     | Christophe Marchand             |           |       | Racing Club de France                 | 15 min 38 s 68                |
| 1990 été    | Narbonne                                        | Christophe Marchand             |           |       | Racing Club de France                 | 15 min 37 s 80                |
| 1991 hiver  | Saint-Étienne                                   | Christophe Marchand             |           |       | Racing Club de France                 | 15 min 45 s 72                |
| 1991 été    | Millau                                          | Jean-Yves Faure                 |           |       | Montpellier Université Club           | 15 min 45 s 48                |
| 1992 hiver  | Dunkerque                                       | Christophe Marchand             |           |       | Racing Club de France                 | 15 min 39 s 75                |
| 1992 été    | Mennecy                                         | Lionel Rioual                   |           |       | Cercle des nageurs de Brest           | 15 min 45 s 99                |
| 1993 hiver  | Mennecy                                         | Lionel Rioual                   |           |       | Cercle des nageurs de Brest           | 15 min 35 s 92                |
| 1993 été    | Paris Georges Vallerey                          | Benjamin Sanson                 |           |       | Cercle des nageurs de Cannes          | 15 min 40 s 75                |
| 1994 hiver  | Lille                                           | Lionel Rioual                   |           |       | Cercle des nageurs de Brest           | 15 min 37 s 09                |
| 1994 été    | Aix-les-Bains                                   | Lionel Rioual                   |           |       | Cercle des nageurs de Brest           | 15 min 41 s 93                |
| 1995 hiver  | Mennecy                                         | Lionel Rioual                   |           |       | Cercle des nageurs de Brest           | 15 min 36 s 40                |
| 1995 été    | Canet-en-Roussillon                             | Sébastien Durindel              |           |       | E 95 FHSM                             | 15 min 55 s 80                |
| 1996 hiver  | Dunkerque                                       | Yann De Fabrique                |           |       | Athletic Club de Boulogne-Billancourt | 15 min 39 s 16                |
| 1996 été    | Montpellier                                     | Johann Le Bihan                 |           |       | Douarnenez Natation                   | 15 min 44 s 12                |
| 1997        | Mennecy                                         | Sébastien Durindel              |           |       | E 95 FHSM                             | 15 min 39 s 81                |
| 1998        | Amiens                                          | Sylvain Cros                    | 1980      | 18    | SN Strasbourg                         | 15 min 41 s 44                |
| 1999        | Dunkerque                                       | Sylvain Cros                    | 1980      | 19    | SN Strasbourg                         | 15 min 28 s 01                |
| 2000        | Rennes                                          | Nicolas Rostoucher              | 1981      | 19    | Mulhouse Olympic Natation             | 15 min 20 s 75                |
| 2001        | Chamalières                                     | Nicolas Rostoucher              | 1981      | 20    | Mulhouse Olympic Natation             | 15 min 14 s 65                |
| 2002        | Chalon-sur-Saône                                | Nicolas Rostoucher              | 1981      | 21    | Mulhouse Olympic Natation             | 15 min 10 s 66 RF             |
| 2003        | Saint-Étienne                                   | Guy-Noël Schmitt                | 1983      | 20    | Cercle des nageurs de Cannes          | 15 min 27 s 71                |
| 2004        | Dunkerque                                       | David Davies Nicolas Rostoucher | 1985 1981 | 19 23 | Royaume-Uni Mulhouse Olympic Natation | 15 min 00 s 87 15 min 12 s 14 |
| 2005        | Nancy                                           | Sébastien Rouault               | 1986      | 19    | CNO St-Germain-en-Laye                | 15 min 14 s 95                |
| 2006        | Tours                                           | Nicolas Rostoucher              | 1981      | 25    | Mulhouse Olympic Natation             | 15 min 03 s 37 RF             |
| 2007        | Saint-Raphaël                                   | Sébastien Rouault               | 1986      | 21    | CNO St-Germain-en-Laye                | 15 min 04 s 77                |
| 2008        | Dunkerque                                       | Sébastien Rouault               | 1986      | 22    | CNO St-Germain-en-Laye                | 15 min 03 s 71                |
| 2009        | Montpellier                                     | Nicolas Rostoucher              | 1981      | 28    | CS Clichy 92                          | 14 min 57 s 42                |
| 2010        | Saint-Raphaël                                   | Sébastien Rouault               | 1986      | 24    | Mulhouse Olympic Natation             | 15 min 04 s 87                |
| 2011        | Strasbourg                                      | Sébastien Rouault               | 1986      | 25    | Mulhouse Olympic Natation             | 15 min 07 s 10                |
| 2012        | Dunkerque                                       | Anthony Pannier                 | 1988      | 24    | AAS Sarcelles Natation 95             | 15 min 01 s 43                |
| 2013        | Rennes                                          | Enzo Vial Collet                | 1993      | 20    | Mulhouse Olympic Natation             | 15 min 19 s 72                |
| 2014        | Chartres                                        | Joris Bouchaut                  | 1995      | 19    | Dauphins Toulouse OEC                 | 15 min 08 s 65                |